# NGC 74
NGC 74 ist eine linsenförmige Galaxie vom Hubble-Typ SB0-a im Sternbild Andromeda. Sie liegt wenige Bogenminuten östlich von VV 166. Sie ist etwa 325 Millionen Lichtjahre von der Milchstraße entfernt, hat einen Durchmesser von schätzungsweise 70.000 Lichtjahren und gehört zu der Galaxiengruppe VV 166.
NGC 74 wurde am 7. Oktober 1855 vom irischen Astronomen R. J. Mitchell, einem Assistenten von William Parsons, entdeckt.